# Finkeloljor
Finkeloljor eller bara finkel kallas illasmakande kemiska ämnen som uppkommer i små mängder vid mäskjäsning i syfte att framställa drickbar sprit, det vill säga etanol. Finkeloljorna har kokpunkter mellan cirka 105–140 °C, varför ett sätt att minska innehållet kan vara att destillera etanolen en gång till. Alternativt kan man tillsätta en aning kaliumpermanganat (KMnO4) till mäsken.[källa behövs] Då omvandlas finkeln till valeriansyra (C4H9COOH) som avgår vid betydligt högre temperatur. Finkel består nästan uteslutande av högre alkoholer som propanol och butanol, men även estrar, aldehyder och karboxylsyror förekommer.
Finkel utgör ofta det svåraste problemet vid framställning av hembränd sprit, men kan bidra positivt till smaken i till exempel whisky, cognac och armagnac.